# Xã Northeast Marion, Quận Polk, Missouri
Xã Northeast Marion (tiếng Anh: Northeast Marion Township) là một xã thuộc quận Polk, tiểu bang Missouri, Hoa Kỳ. Năm 2010, dân số của xã này là 4.713 người.